# Karl Pinggéra
Karl Pinggéra (* 30. November 1967 in München) ist Professor für Kirchengeschichte an der Philipps-Universität Marburg.
Pinggéra studierte von 1987 bis 1994 Evangelische Theologie an den Universitäten in Erlangen, München und Wien und legte 1995 das Erste Theologische Examen ab. Er war von 1995 bis 1997 Vikar in Ingolstadt-Brunnenreuth und wurde anschließend zum Pfarrer der Evangelisch-Lutherischen Kirche in Bayern ordiniert. 2001 promovierte er am Fachbereich Evangelische Theologie der Philipps-Universität Marburg. Von 2000 bis 2002 war er Wissenschaftlicher Mitarbeiter an der Evangelisch-Theologischen Fakultät der Universität Bonn und von 2003 bis 2008 Hochschuldozent (ab 2006 Juniorprofessor) für Ostkirchengeschichte am Fachbereich Evangelische Theologie der Universität Marburg, gleichzeitig von 2005 bis 2009 nebenamtlicher Studienleiter für das Ressort „Kirchen des Nahen Ostens“ an der Evangelischen Akademie Hofgeismar. Seit 2009 ist er Professor für Kirchengeschichte an der Philipps-Universität Marburg. Er ist außerdem Vorsitzender des Wissenschaftlichen Beirates und Mitglied im Kuratorium des Konfessionskundlichen Instituts Bensheim und Mitherausgeber der „Una Sancta: Zeitschrift für ökumenische Begegnung“.  Von 2014 bis 2023 war er zudem Ephorus der Hessischen Stipendiatenanstalt und des Studentenwohnheims Collegium Philippinum in Marburg.

## Veröffentlichungen (Auswahl)
- All-Erlösung und All-Einheit. Studien zum „Buch des heiligen Hierotheos“ und seiner Rezeption in der syrisch-orthodoxen Theologie (Sprachen und Kulturen des Christlichen Orients 10), Wiesbaden 2002.
- (zusammen mit Grigory Kessel): A Bibliography of Syriac Ascetic and Mystical Literature (Eastern Christian Studies 10), Leiden 2010.
- (zusammen mit  Christian Lange): Die altorientalischen Kirchen: Glaube und Geschichte. Wissenschaftliche Buchgesellschaft, Darmstadt 2010, ISBN 978-3-534-22052-6
- Christentum im Schatten von Pyramiden und Minaretten. Beiträge zu Geschichte und Gegenwart der koptischen Kirche. Hofgeismar 2009, ISBN 978-3-89281-257-9